# Karel De Vis
Karel De Vis (Geel, 29 dicembre 1937) è un pallanuotista belga, che ha disputato le Olimpiadi di Roma 1960 e di Tokyo 1964, gareggiando nel torneo di pallanuoto.